# Siarhiej Hurenka
Siarhiej Witalewicz Hurenka, biał. Сяргей Віталевіч Гурэнка, ros. Сергей Витальевич Гуренко, Siergiej Witaljewicz Gurienko (ur. 30 września 1972 w Grodnie) – białoruski piłkarz, grający na pozycji obrońcy, reprezentant Białorusi, trener piłkarski.

## Kariera piłkarska

### Kariera klubowa
Karierę piłkarską rozpoczął w 1989 w klubie Chimik Grodno. W 1992 roku klub zmienił nazwę na Nioman Grodno. W Niomanie, Hurenka wyrobił sobie renomę. W 1995 przeniósł się do Lokomotiwu Moskwa. Tam szybko stał się podstawowym zawodnikiem klubu i jednym z liderów drużyny. Został wtedy zauważony przez kluby z Europy zachodniej. co zaowocowało w 1999 transferem do Romy, ale tam nie zrobił kariery, najczęściej siedząc na ławce rezerwowych. Nie zrobił również kariery ani w Realu Saragossa, ani w Parmie. Dopiero w Piacenzy grał w podstawowym składzie. W 2003 wrócił do Lokomotiwu, gdzie występował do 2008. Potem został zawodnikiem Dynama Mińsk. W sierpniu 2009 zdecydował się zakończyć karierę piłkarską i przyjąć propozycję pracy na stanowisku głównego trenera Dynama. Jednak po 5-letniej przerwie w 2014 jeszcze rozergrał 7 meczów w drugoligowym Partyzanie Mińsk.

### Kariera reprezentacyjna
W reprezentacji narodowej zadebiutował w 1994. Z czasem stał się kapitanem drużyny. Do 2009 był piłkarzem, który rozegrał najwięcej spotkań w reprezentacji Białorusi. Zakończył karierę reprezentacyjną w 2006 po kłótni z selekcjonerem.

## Kariera trenerska
W 2009 rozpoczął karierę szkoleniowca. Najpierw pomagał trenować Dynama Mińsk, a od 21 sierpnia 2009 do 12 maja 2010 roku prowadził miński klub. Od 26 lipca 2010 do 5 maja 2012 trenował Tarpieda-BiełAZ Żodzino. Następnie pracował jako dyrektor sportowy Dynama Mińsk. Od kwietnia do końca 2014 pomagał trenować rosyjskie kluby - FK Krasnodar, Spartak Nalczyk i Amkar Perm. 16 maja 2015 został zaproszony do sztabu szkoleniowego belgijskiego Standard Liège. W końcu grudnia 2015 wrócił do Dynama Mińsk, gdzie prowadził drużynę rezerw. Od 5 maja 2016 do 7 listopada 2017 był pomocnikiem Slavoljuba Muslina, z którym wcześniej współpracował w rosyjskich i belgijskich klubach, w narodowej reprezentacji Serbii. 3 maja 2017 stał na czele Dynama Mińsk, którym kierował do 9 stycznia 2019. 6 czerwca 2019 ponownie objął mińskie Dynama.